# Panique à Hollywood
Pour plus de détails, voir Fiche technique et Distribution.
Panique à Hollywood ou Qu'est-ce qui m'arrive ? au Québec (What Just Happened?) est un film américain réalisé par Barry Levinson, sorti en 2008. Le scénario est écrit par Art Linson qui s'inspire de son ouvrage What Just Happened? Bitter Hollywood Tales from the Front Line revenant sur son expérience de producteur de cinéma.

## Synopsis
Ben, un puissant producteur hollywoodien, est à la croisée des chemins. Son plus récent film vient de connaître une désastreuse projection-test et la dirigeante du studio exige que la fin soit changée, au grand dam du réalisateur, qui y voit une violation de son intégrité artistique. Plus conciliant, Ben sait qu'il doit plier. Surtout que son projet suivant, dont le tournage est imminent, souffre déjà des caprices de sa star, Bruce Willis. Sa vie personnelle n'est guère plus simple, Ben éprouvant encore des sentiments très forts pour Kelly, son ex-épouse et mère de ses deux jeunes enfants. Alors que se prépare une importante séance de photo consacrée aux producteurs hollywoodiens les plus en vue, Ben tente tant bien que mal de sauver sa place dans l'image.

## Fiche technique
- Titre original : What Just Happened?
- Titre français : Panique à Hollywood
- Titre québécois : Qu'est-ce qui m'arrive ?
- Réalisation : Barry Levinson
- Scénario : Art Linson
- Directeurs artistiques : Anthony D. Parrillo et Roya Parivar
- Décors : Stefania Cella
- Costume : Ann Roth
- Photo : Tom Stern
- Montage : Hank Corwin
- Musique : Marcelo Zarvos (en)
- Producteurs : Mark Cuban, Robert De Niro, Barry Levinson, Art Linson, Jane Rosenthal, Eric Kopeloff (exécutif) Todd Wagner (exécutif)
- Sociétés de production : 2929 Entertainment, Tribeca Productions et Linson Films
- Distribution : Magnolia Pictures (États-Unis), Pathé (Royaume-Uni)
- Pays de production :  États-Unis
- Langue originale : anglais
- Format : Couleur - 1.85 : 1 - 35 mm
- Genre : Comédie dramatique
- Durée : 104 minutes
- Dates de sortie[1] : 
  - États-Unis : 19 janvier 2008 (festival de Sundance)
  - France : 25 mai 2008 (festival de Cannes)
  - États-Unis : 17 octobre 2008 (sortie limitée en salles)
  - France : 3 février 2009 (sortie en vidéo)
  - Belgique : 25 mars 2009

## Distribution
Légende : VF = Version Française[réf. nécessaire] et VQ = Version québécoise
- Robert De Niro (VF : Jacques Frantz et VQ : Jean-Marie Moncelet) : Ben, le producteur
- Sean Penn (VF : Emmanuel Karsen et VQ : Sébastien Dhavernas) : lui-même
- Robin Wright (VF : Rafaele Moutier et VQ : Anne Dorval) : Kelly, l'ex-femme de Ben
- Michael Wincott (VF : Michel Vigné et VQ : Denis Mercier) : Jeremy Brunell, le réalisateur de Fiercely
- Bruce Willis (VF : Patrick Poivey et VQ : Jean-Luc Montminy) : lui-même
- Stanley Tucci (VF : Pierre-François Pistorio et VQ : Daniel Lesourd) : Scott Solomon
- Catherine Keener (VF : Josiane Pinson et VQ : Nathalie Coupal) : Lou Tarnow
- John Turturro (VF : Patrick Mancini et VQ : Manuel Tadros) : Dick Bel
- Ayla Kell : Marie
- Kristen Stewart (VF : Noémie Orphelin et VQ : Kim Jalabert) : Zoe, la fille de Ben
- Moon Bloodgood (VF : Marie Zidi et VQ : Nadia Paradis)  : Laura
- Jacques Maroun : le chauffeur de Taxi
- Alex Norca : le gardien français
- Marin Hinkle (VF : Agathe Schumacher) : Annie
- Floanne Ankah : la chanteuse de Bollywood (voix)
- Lily Rabe (VQ : Mélanie Laberge)  : Dawn
- Sam Levinson : Carl

## Autour du film
- Le film est plus ou moins inspiré de la vie du producteur Art Linson, qui a écrit le scénario, et qui a produit de nombreux films tels que Heat, Les Incorruptibles ou encore Into the Wild.
- Barry Levinson n'avait pas tourné de long-métrage pour le cinéma depuis 2006 avec L'Homme de l'année (Man Of The Year), avec Robin Williams, Laura Linney et Christopher Walken.
- Panique à Hollywood fut projeté hors compétition lors de la clôture du Festival de Cannes 2008.
- Le film est sorti en DVD en France le 4 février 2009. Il sera diffusé pour la première fois le 21 février 2009 à l'approche de la Cérémonie des Oscars[3].